# Campionati europei a squadre di atletica leggera 2021
I IX Campionati europei a squadre di atletica leggera si sono tenuti per la Super League a Chorzów, in Polonia, il 29 e 30 maggio 2021; le 3 serie inferiori si sono disputate per la prima volta in altra data, il 19 e 20 giugno.

## Sedi
| Divisione                         | Date              | Città e stadio              | Nazione  |
| --------------------------------- | ----------------- | --------------------------- | -------- |
| Super League (8 migliori nazioni) | 29–30 maggio 2021 | Chorzów Stadio della Slesia | Polonia  |
| First League (13 nazioni)         | 19-20 giugno 2021 | Cluj-Napoca Cluj Arena      | Romania  |
| Second League (12 nazioni)        | 19-20 giugno 2021 | Stara Zagora Stadio Beroe   | Bulgaria |
| Third League                      | 19-20 giugno 2021 | Limassol Stadio Tsirio      | Cipro    |

## Super League
8 federazioni invece delle 12 federazioni delle edizioni precedenti, con due retrocessioni inizialmente previste (l'Ucraina, per il suo forfait, retrocede in 2ª divisione, ma il Portogallo rimane in 1ª divisione dopo la riforma del format).
- Francia
- Germania
- Gran Bretagna
- Italia
- Polonia
- Portogallo (+)
- Spagna
- Ucraina (forfait per covid-19 e retrocessione in 2ª divisione 2023)

### Classifica
| Pos. | Nazione       | Punti | Note                                    |
| ---- | ------------- | ----- | --------------------------------------- |
| 1    | Polonia       | 181,5 | Oro al capitano Kamila Lićwinko         |
| 2    | Italia        | 179   | Argento al capitano Chiara Rosa         |
| 3    | Gran Bretagna | 174   | Bronzo al capitano Jake Wightman        |
| 4    | Germania      | 171   |                                         |
| 5    | Spagna        | 167   |                                         |
| 6    | Francia       | 140   |                                         |
| 7    | Portogallo    | 97,5  | Retrocessa inizialmente in First League |
| –    | Ucraina       | dns   | Retrocessa inizialmente in First League |

### Risultati

#### Uomini
| Specialità | Oro                                                                      | Prestazione | Argento                                                    | Prestazione | Bronzo                                                                      | Prestazione |
| Corse piane |                                                                          |             |                                                            |             |                                                                             |             |
| 100 metri piani | Mouhamadou Fall Francia                                                  | 10"28       | Lorenzo Patta Italia                                       | 10"29       | Lucas Ansah-Peprah Germania                                                 | 10"35       |
| 200 metri piani | Fausto Desalu Italia                                                     | 20"48       | Jesús Gómez Spagna                                         | 20"87 =     | Owen Ansah Germania                                                         | 20"96       |
| 400 metri piani | Thomas Jordier Francia                                                   | 45"65       | Cameron Chalmers Gran Bretagna                             | 45"89       | Davide Re Italia                                                            | 45"90       |
| 800 metri piani | Jake Wightman Gran Bretagna                                              | 1'45"71     | Mariano García Spagna                                      | 1'46"45     | Mateusz Borkowski Polonia                                                   | 1'46"66     |
| 1500 metri piani | Robert Farken Germania                                                   | 3'56"64     | Jesús Gómez Spagna                                         | 3'56"79     | Michał Rozmys Polonia                                                       | 3'57"13     |
| 3000 metri piani | Isaac Nader Portogallo                                                   | 8'31"26     | Yann Schrub Francia                                        | 8'31"82     | Adel Mechaal Spagna                                                         | 8'32"08     |
| 5000 metri piani | Yemaneberhan Crippa Italia                                               | 13'17"23    | Hugo Hay Francia                                           | 13'17"95    | Carlos Mayo Spagna                                                          | 13'18"13    |
| Corse a ostacoli |                                                                          |             |                                                            |             |                                                                             |             |
| 3000 metri siepi | Fernando Carro Spagna                                                    | 8'39"67     | Mehdi Belhadj Francia                                      | 8'40"03     | Osama Zoghlami Italia                                                       | 8'40"41     |
| 110 metri ostacoli | Asier Martínez Spagna                                                    | 13"43       | David King Gran Bretagna                                   | 13"63       | Damian Czykier Polonia                                                      | 13"65       |
| 400 metri ostacoli | Alessandro Sibilio Italia                                                | 49"70       | Alastair Chalmers Gran Bretagna                            | 49"95       | Ludvy Vaillant Francia                                                      | 50"76       |
| Staffette |                                                                          |             |                                                            |             |                                                                             |             |
| Staffetta 4×100 metri | Germania Lucas Ansah-Peprah Owen Ansah Niels Torben Giese Marvin Schulte | 38"73       | Spagna Arnau Monné Pol Retamal Jesús Gómez Sergio López    | 39"07       | Francia Marvin René Ryan Zeze Méba-Mickaël Zeze Amaury Golitin              | 39"12       |
| Staffetta 4×400 metri | Italia Davide Re Alessandro Sibilio Edoardo Scotti Vladimir Aceti        | 3'02"64     | Spagna Samuel García Lucas Búa Manuel Guijarro Bernat Erta | 3'03"10     | Polonia Wiktor Suwara Kajetan Duszyński Patryk Grzegorzewicz Karol Zalewski | 3'03"43     |
| Salti |                                                                          |             |                                                            |             |                                                                             |             |
| Salto in alto | Norbert Kobielski Polonia                                                | 2,24 m =    | William Grimsey Gran Bretagna                              | 2,24 m      | Falk Wendrich Germania                                                      | 2,20 m =    |
| Salto con l'asta | Robert Sobera Polonia                                                    | 5,65 m      | Harry Coppell Gran Bretagna                                | 5,55 m      | Oleg Zernikel Germania                                                      | 5,55 m      |
| Salto in lungo | Filippo Randazzo Italia                                                  | 7,88 m      | Fabian Heinle Germania                                     | 7,82 m      | Augustin Bey Francia Eusebio Cáceres Spagna                                 | 7,75 m      |
| Salto triplo | Max Heß Germania                                                         | 17,13 m     | Pedro Pichardo Portogallo                                  | 17,01 m     | Pablo Torrijos Spagna                                                       | 16,93 m     |
| Lanci |                                                                          |             |                                                            |             |                                                                             |             |
| Getto del peso | Michał Haratyk Polonia                                                   | 21,34 m     | Leonardo Fabbri Italia                                     | 20,77 m     | Scott Lincoln Gran Bretagna                                                 | 20,00 m     |
| Lancio del disco | Lawrence Okoye Gran Bretagna                                             | 64,22 m     | Robert Urbanek Polonia                                     | 62,57 m     | David Wrobel Germania                                                       | 61,52 m     |
| Lancio del martello | Paweł Fajdek Polonia                                                     | 82,98 m     | Javier Cienfuegos Spagna                                   | 77,11 m     | Quentin Bigot Francia                                                       | 76,75 m     |
| Lancio del giavellotto | Johannes Vetter Germania                                                 | 96,26 m     | Marcin Krukowski Polonia                                   | 85,12 m     | Odei Jainaga Spagna                                                         | 84,20 m     |
| record mondiale; record mondiale stagionale; record europeo; record europeo stagionale; record dei campionati; record nazionale; record personale; record personale stagionale. |                                                                          |             |                                                            |             |                                                                             |             |

#### Donne
| Specialità | Oro                                                                          | Prestazione | Argento                                                                        | Prestazione | Bronzo                                                                   | Prestazione |
| Corse piane |                                                                              |             |                                                                                |             |                                                                          |             |
| 100 metri piani | Pia Skrzyszowska Polonia                                                     | 11"25       | Lisa Mayer Germania                                                            | 11"27       | Imani Lansiquot Gran Bretagna                                            | 11"27       |
| 200 metri piani | Beth Dobbin Gran Bretagna                                                    | 22"78       | Dalia Kaddari Italia                                                           | 22"89       | Rebekka Haase Germania                                                   | 23"00       |
| 400 metri piani | Natalia Kaczmarek Polonia                                                    | 51"36       | Aauri Bokesa Spagna                                                            | 52"22       | Corinna Schwab Germania                                                  | 52"72       |
| 800 metri piani | Ellie Baker Gran Bretagna                                                    | 2'00"95     | Elena Bellò Italia                                                             | 2'02"26     | Angelika Sarna Polonia                                                   | 2'02"54     |
| 1500 metri piani | Gaia Sabbatini Italia                                                        | 4'14"87     | Salomé Afonso Portogallo                                                       | 4'15"08     | Marta Pérez Spagna                                                       | 4'15"24     |
| 3000 metri piani | Revee Walcott-Nolan Gran Bretagna                                            | 9'13"36     | Lucía Rodríguez Spagna                                                         | 9'14"45     | Vera Coutellier Germania                                                 | 9'15"27     |
| 5000 metri piani | Nadia Battocletti Italia                                                     | 15'46"95    | Blanca Fernández Spagna                                                        | 15'51"44    | Denise Krebs Germania                                                    | 15'53"09    |
| Corse a ostacoli |                                                                              |             |                                                                                |             |                                                                          |             |
| 3000 metri siepi | Alicja Konieczek Polonia                                                     | 9'35"63     | Elena Burkard Germania                                                         | 9'36"04     | Irene Sánchez-Escribano Spagna                                           | 9'41"44     |
| 100 metri ostacoli | Pia Skrzyszowska Polonia                                                     | 12"99       | Luminosa Bogliolo Italia                                                       | 13"05       | Teresa Errandonea Spagna                                                 | 13"24       |
| 400 metri ostacoli | Lina Nielsen Gran Bretagna                                                   | 55"59       | Carolina Krafzik Germania                                                      | 55"71       | Linda Olivieri Italia                                                    | 56"17       |
| Staffette |                                                                              |             |                                                                                |             |                                                                          |             |
| Staffetta 4×100 metri | Gran Bretagna Beth Dobbin Imani Lansiquot Bianca Williams Desirèe Henry      | 43"36       | Polonia Marika Popowicz-Drapała Klaudia Adamek Katarzyna Sokólska Marlena Gola | 43"83       | Francia Wided Atatou Orlann Ombissa-Dzangue Maroussia Paré Eva Berg      | 43"91       |
| Staffetta 4×400 metri | Polonia Małgorzata Hołub Kornelia Lesiewicz Justyna Święty Natalia Kaczmarek | 3'26"37     | Gran Bretagna Amarachi Pipi Hannah Williams Yasmin Liverpool Lina Nielsen      | 3'27"16     | Italia Alice Mangione Eleonora Marchiando Petra Nardelli Raphaela Lukudo | 3'29"05     |
| Salti |                                                                              |             |                                                                                |             |                                                                          |             |
| Salto in alto | Kamila Lićwinko Polonia                                                      | 1,94 m      | Alessia Trost Italia                                                           | 1,91 m      | Emily Borthwick Gran Bretagna                                            | 1,88 m      |
| Salto con l'asta | Roberta Bruni Italia                                                         | 4,45 m      | Malen Ruiz de Azúa Spagna                                                      | 4,35 m      | Molly Caudery Gran Bretagna                                              | 4,35 m      |
| Salto in lungo | Maryse Luzolo Germania                                                       | 6,61 m      | Magdalena Żebrowska Polonia                                                    | 6,55 m      | María Vicente Spagna                                                     | 6,42 m      |
| Salto triplo | Rouguy Diallo Francia                                                        | 14,12 m     | Naomi Ogbeta Gran Bretagna                                                     | 14,01 m     | Adrianna Szóstak Polonia                                                 | 13,96 m     |
| Lanci |                                                                              |             |                                                                                |             |                                                                          |             |
| Getto del peso | Sara Gambetta Germania                                                       | 18,75 m     | Auriol Dongmo Portogallo                                                       | 18,74 m     | Klaudia Kardasz Polonia                                                  | 18,17 m     |
| Lancio del disco | Liliana Cá Portogallo                                                        | 61,36 m     | Marike Steinacker Germania                                                     | 59,29 m     | Kirsty Law Gran Bretagna                                                 | 58,13 m     |
| Lancio del martello | Alexandra Tavernier Francia                                                  | 75,06 m     | Malwina Kopron Polonia                                                         | 73,18 m     | Sara Fantini Italia                                                      | 70,31 m     |
| Lancio del giavellotto | Christin Hussong Germania                                                    | 69,19 m     | Jöna Aigouy Francia                                                            | 56,59 m     | Freya Jones Gran Bretagna                                                | 54,68 m     |
| record mondiale; record mondiale stagionale; record europeo; record europeo stagionale; record dei campionati; record nazionale; record personale; record personale stagionale. |                                                                              |             |                                                                                |             |                                                                          |             |

## First League
13 federazioni per permettere l'inserimento della Romania, paese organizzatore. 2 promozioni in Super League, 3 retrocessioni in Second League.
- Belgio
- Bielorussia
- Estonia (+)
- Finlandia (–)
- Grecia (–)
- Irlanda (non partecipa per restrizioni Covid)
- Norvegia
- Paesi Bassi
- Rep. Ceca (–)
- Romania [2]
- Svezia (–)
- Svizzera (–)
- Turchia

La Repubblica Ceca e la Bielorussia sono state promosse in Super League 2023, ma la Bielorussia esclusa è rimpiazzata dalla Norvegia in 1ª divisione. Sono retrocesse l'Irlanda, l'Estonia e la Romania, paese organizzatore.

## Second League
12 federazioni con 3 promozioni e 3 retrocessioni.
- Austria (non partecipa)
- Bulgaria
- Croazia
- Danimarca
- Islanda (–)
- Israele (non partecipa)
- Lettonia
- Lituania
- Russia (–) (non partecipa)[3]
- Slovacchia (–)
- Slovenia (–)
- Ungheria (–)

## Third League
16 federazioni di cui l'Athletic Association of Small States of Europe, con 3 promozioni.
- AASSE
- Albania
- Andorra
- Armenia
- Azerbaigian
- Bosnia ed Erzegovina
- Cipro (–)
- Georgia (-)
- Kosovo
- Lussemburgo (-)
- Macedonia del Nord
- Malta (-)
- Moldavia
- Montenegro
- San Marino
- Serbia